# Осьмиговичі
Осьмиго́вичі — село в Україні, у Турійській селищній громаді Ковельського району Волинської області. Населення становить 357 осіб станом на 01.01.2025 року.

## Географія
Село розташоване на лівому березі річки Стохід.

## Історія
У 1906 році село Новодвірської волості Володимир-Волинського повіту Волинської губернії. Відстань від повітового міста 42 верст, від волості 6. Дворів 108, мешканців 833.
12 червня 2020 року, відповідно до розпорядження Кабінету Міністрів України № 708-р «Про визначення адміністративних центрів та затвердження територій територіальних громад Волинської області», увійшло до складу Турійської селищної територіальної громади.
19 липня 2020 року, в результаті адміністративно-територіальної реформи та ліквідації Турійського району, село увійшло до новоутвореного Ковельського району. 

## Населення
Згідно з переписом УРСР 1989 року чисельність наявного населення села становила 541 особа, з яких 254 чоловіки та 287 жінок.
За переписом населення України 2001 року в селі мешкало 508 осіб.

### Мова
Розподіл населення за рідною мовою за даними перепису 2001 року:
| Мова       | Відсоток |
| ---------- | -------- |
| українська | 99,22 %  |
| російська  | 0,58 %   |
| молдовська | 0,19 %   |

## Відомі люди
- Калюжний Йосип Петрович — полковник Армії УНР.

генерал - майор Кмін Віктор Федорович, військовий комісар Львівського обласного військового комісаріату, колишній заступник (СРСР) військового комісара Республіки Таджикистан, заступник Волинського обласного військового комісара.